# HD108283
HD108283 — хімічно пекулярна зоря спектрального класу
A9 й має  видиму зоряну величину в смузі V приблизно  4,9.
Вона  розташована на відстані близько 273,6 світлових років від Сонця.

## Фізичні характеристики
Зоря HD108283 обертається 
дуже швидко 
навколо своєї осі. Проєкція її екваторіальної швидкості на промінь зору становить  Vsin(i)=201км/сек.